# Didymodon cordatus
Didymodon cordatus là một loài rêu thuộc họ Pottiaceae. Loài này được Jur. mô tả khoa học năm 1866.